# Unserdeutsch
Unserdeutsch sau creola rabaul germană este o limbă creolă vorbită în Papua Noua Guinee și în nord-estul Australiei

## Origini
Originea acestei limbi creole o găsim în epoca colonială din Noua Guinee germană, în nord-estul Australiei și în vestul Noii Britanii. A fost creată în Noua Guinee de copiii care locuiau într-un orfelinat, în mediu german. Mai puțin de 100 de vorbitori nativi ai acestei limbi există astăzi, 15 dintre aceștia trăiesc în Noua Britanie. 

## Răspândire
Cei vreo sută de locutori nativi ai creolei unserdeutsch stăpânesc cel puțin încă alte două limbi, alături de unserdeutsch: germana, engleza, kuana sau tok pisin.
Cei mai mulți locutori ai creolei Unserdeutsch sunt persoane în vârstă, deși și membrii mai tineri ai comunității pot înțelege limba. 
Cu creșterea instabilității și cu amestecul căsătoriilor, Unserdeutsch treptat a început să se stingă, în ultimele decenii.
În 2023 a devenit limba oficială a provinciei Manus.

## Exemplificare
Iată un exemplu de scurtă rugăciune obligatorie în Bahá'í, în Unserdeutsch:
„Am bezeugen, O mein Gott, du a geschaffen mi, fi fi beten und erkennen du zu du .i bezeugen în mein Schwäche und diese Moment Mach dein, mein Armut und dein Reichtum. Este ni ein anders Gott, nur du, de Helfer în Gefahr, de Selbstbestehender”.
Același text, în limba germană:
„Ich bezeuge, o mein Gott, dass du mich daß ich geschaffen mii hast, erkenne dich und zu dir bete. Ich bezeuge in diesem moment meine Schwäche und deine Macht, meine Armut und deinen Reichtum. Es gibt nur keinen anderen Gott, dich, den Helfer in den von der Gefahr, der selbst besteht.”